# Wolność słowa (album)
Wolność słowa – album zespołu Püdelsi, wydany w 2003 roku. Na płycie znajdują się takie znane utwory jak „Kocham się”, „Tango libido” oraz, śpiewana niegdyś przez Piotra Szczepanika piosenka, „Nigdy więcej”. Album osiągnął status złotej płyty.
Płyta dotarła do 2. miejsca listy OLiS w Polsce.

## Spis utworów
Źródło:.
1. „Hipis” – 3:28
2. „Wolność słowa” – 3:41
3. „Nigdy więcej” – 3:42
4. „Polityka kulturalna” – 2:58
5. „Kocham się” – 4:43
6. „Uważaj na niego” – 3:14
7. „Mundialeiro” – 3:32
8. „List” – 3:08
9. „Konduktorka PKP” – 3:39
10. „Kwas” – 5:27
11. „Tango libido” – 5:10
12. „Hoży Ambroży” – 7:21

ponadto
1. „Wolność słowa (wideo)”

## Muzycy
Źródło:.
- Piotr Dariusz Adamczyk „Franz Dreadhunter” – programowanie, gitara basowa, gitara
- Andrzej Bieniasz – gitara akustyczna, gitara
- Piotr Lewicki „Lala” – gitara, instrumenty klawiszowe
- Maciej Maleńczuk – chórki, gitara, śpiew
- Jakub Rutkowski – perkusja